# Programme nucléaire israélien
Le programme nucléaire israélien est officiellement destiné à la recherche atomique, bien que l’État d'Israël soit secrètement doté d'armes atomiques. L'État israélien refuse catégoriquement que ses installations nucléaires militaires soient contrôlées par l'agence internationale de l'énergie atomique (AIEA), et l'AIEA a rejeté à plusieurs reprises la résolution de 18 pays appelant Israël à placer ses installations nucléaires sous sa supervision.
Israël disposerait de 80 à 300 ogives nucléaires capables d'être transportées par les missiles balistiques Jéricho, des sous-marins (avec missile de croisière) et des avions. Chaque année, Israël produirait entre 10 et 15 nouvelles bombes nucléaires. Depuis le début de son programme nucléaire, Israël aurait produit de 690 à 950 kilogrammes de plutonium. Le site nucléaire de Dimona serait la pièce maîtresse de la recherche militaire israélienne dans le domaine de l'atome.
Avec l'Inde, le Pakistan et la Corée du Nord, Israël est l'un des quatre pays à disposer de l'arme nucléaire sans avoir signé le Traité sur la non-prolifération des armes nucléaires. L'État d'Israël n'a jamais confirmé ni démenti sa capacité à utiliser l'atome à des fins militaires, suivant une doctrine d'ambiguïté délibérée.

## Origines du programme nucléaire israélien

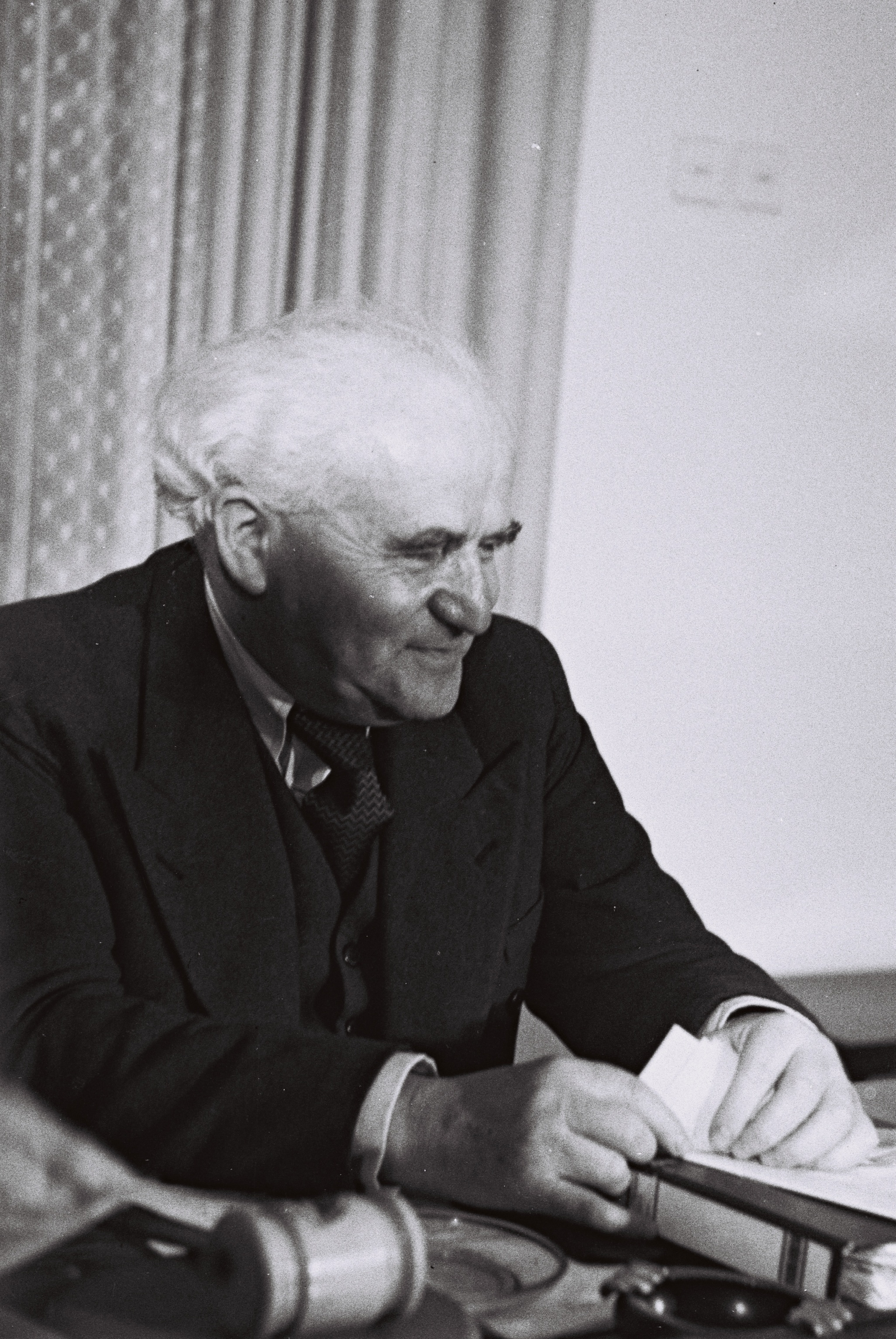
David Ben Gourion en 1949.

Dès 1921 après la déclaration Balfour, David Ben Gourion écrivit Quand l’État d’Israël sera créé, il sera attaqué de toute part par ses voisins, cet État aura besoin de jeunes juifs de la Diaspora et de moyens de défense efficaces.
Pendant la Seconde Guerre mondiale, de nombreux scientifiques juifs ont fui en masse l'Europe et les persécutions nazies. Parmi eux, certains ont participé au Projet Manhattan des Américains pour concevoir les premières bombes atomiques d’Hiroshima et de Nagasaki, à la suite desquelles Ben Gourion comprit l’avantage dissuasif d’un armement nucléaire.
David Ben Gourion lance le programme nucléaire israélien en 1949,.
Le 13 juin 1952, Ben Gourion annonce la fondation de la Commission israélienne de l'énergie atomique. Sa première réalisation est la Centrale nucléaire de Nahal Soreq, un centre de recherche et de développement construit dans le cadre du programme américain Atoms for Peace à partir de 1958 et dont le réacteur est mis en service en 1960.

## Axe franco-israélien (1956-1961)
Au sortir de la Seconde Guerre mondiale, il existait un contexte de coopération diplomatique et militaire très soutenue entre la France et l'État hébreu. En sus des amitiés personnelles qui liaient les socialistes Guy Mollet et le général Kœnig aux travaillistes israéliens, Paris avait rapidement considéré l'État hébreu comme un allié au Proche-Orient. En effet, vu l'influence française déclinante avec la fin de la tutelle sur le Levant (Liban et Syrie), les ambitions panarabistes de l'Égypte de Nasser et la concurrence avec les États-Unis et le Royaume-Uni sur le contrôle des hydrocarbures, il lui fallait s'appuyer sur un État qui lui permettait de garder un pied dans la région.

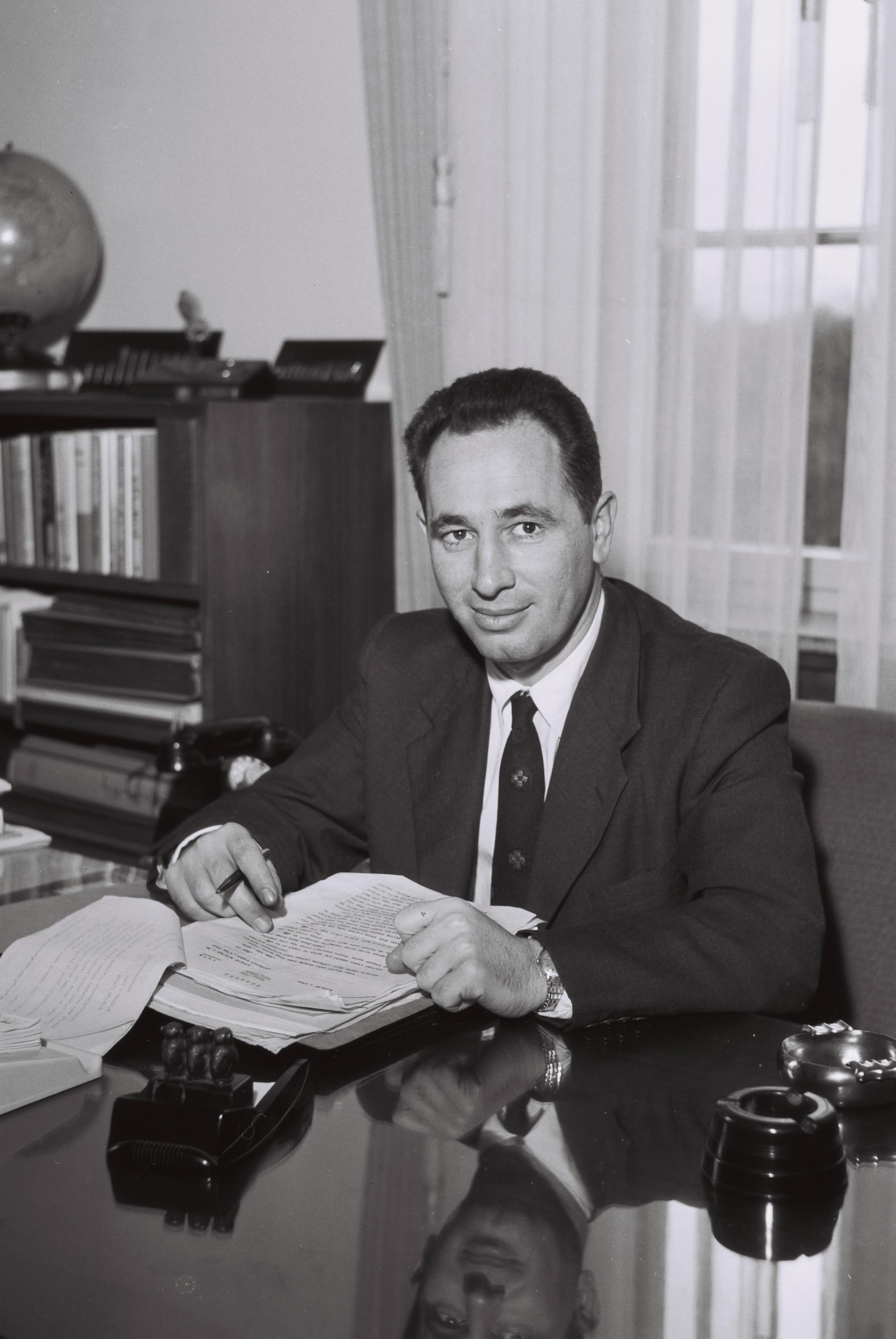
Shimon Peres en 1963

À partir de 1956, le Premier ministre David Ben Gourion et Shimon Peres, alors directeur général du ministère de la Défense, obtiennent l'aide ultrasecrète de la France dans le cadre des protocoles de Sèvres, sous la condition de devoir demander l'autorisation à la France lorsqu'il décidera de construire une bombe.
Une alliance sacralisée dès 1956 avec la crise de Suez, durant laquelle Israël appuya son allié européen contre l'Égypte. En récompense de ces liens étroits, la France fournit très discrètement à Israël la technologie pour construire un réacteur dans la région de Dimona, qui entrera en fonction entre 1962 et 1964. Celui-ci est considéré, par une grande partie des experts, comme un site de fabrication d'armes nucléaires. Le gouvernement israélien s'est toujours refusé à tout commentaire sur le sujet, s'en tenant à une politique d'ambigüité délibérée. Parallèlement à la construction du site de Dimona, à laquelle des ingénieurs français ont participé, des scientifiques israéliens sont soupçonnés d'avoir été conviés à participer aux essais nucléaires français dans le désert algérien.
Parmi les principaux artisans supposés de cette acquisition de l'atome par Israël, il convient de citer Shimon Peres. En 1953, il est nommé directeur général du ministère de la défense. Dans cette fonction, il s'implique particulièrement dans l'achat d'armes pour le jeune État d'Israël. Il se rend en France en 1954 et fait la rencontre d'Abel Thomas, directeur général du ministère de l'Intérieur, qui lui présente son ministre Maurice Bourgès-Maunoury. Ensemble, ils mettent en place une coopération entre les services de renseignements dans la lutte contre l'ennemi commun égyptien accusé par la France de soutenir les indépendantistes algériens. En 1956, Bourgès-Maunoury devient ministre de la Défense dans le gouvernement de Guy Mollet. Une étroite coopération franco-israélienne s'amorce. Les efforts de Peres sont efficaces et il réussit à acquérir, auprès de la France, outre le premier réacteur nucléaire de Dimona, le Mirage III, un avion de combat à réaction auprès de l'avionneur français Dassault. Le physicien Jules Horowitz aurait également joué un grand rôle dans ce projet,.
En 1961, le général de Gaulle décide de faire cesser toute aide française concernant l’usine de séparation du plutonium mais de terminer la construction du réacteur de Dimona.
En effet, fournisseuse monopoliste de la technologie atomique, la France s'inquiète progressivement des intentions israéliennes et de la révélation potentielle du secret qui risquerait d'affaiblir sa position déjà difficile au sein du concert des nations (luttes indépendantistes dans ses colonies, à l'instar de l'Algérie). Le général de Gaulle demanda aux dirigeants israéliens de confirmer publiquement l'existence du site nucléaire en échange de la fourniture de matériaux et technologies complémentaires. Le Premier ministre David Ben Gourion en 1960 s'exécuta en précisant que le réacteur serait utilisé à des fins exclusivement civiles. En réalité, c'était loin d'être le cas eu égard aux objectifs du programme. Enfin, cette annonce constitua également la fin de la coopération franco-israélienne dans ce domaine.

## Axe anglo-israélien (années 1950 et 1960)
En décembre 1963, Ygal Allon, alors ministre du Travail israélien, déclare : « Israël ne sera pas le premier État à introduire des armes nucléaires au Moyen-Orient, mais il ne sera pas le deuxième non plus ».
Des documents top secret britanniques obtenus par BBC Newsnight ont montré que la Grande-Bretagne avait effectué des centaines de livraisons secrètes de matériaux contrôlés en direction d'Israël dans les années 1950 et 1960. Parmi les divers produits livrés, on peut citer des échantillons d'uranium 235 en 1959, du plutonium en 1966, ainsi que du lithium-6 hautement enrichi. Ce dernier est utilisé pour accélérer les réactions de fission et servir de carburant aux bombes à hydrogène. Les investigations ont aussi montré que les Britanniques ont envoyé 20 tonnes d'eau lourde pour le démarrage de la centrale de Dimona. Les transactions ont été effectuées par le biais d'une compagnie norvégienne du nom de Noratom, celle-ci prélevant au passage une commission de 2 %. Questionnés par l'AIEA, les officiels britanniques ont maintenu qu'ils ne connaissaient pas la destination finale des produits, se réfugiant derrière le contrat les liant à Noratom. Un officier du renseignement britannique qui avait enquêté sur le « deal », à l'époque, a confirmé qu'il s'agissait bien d'une vente à Israël et que la société norvégienne n'était qu'une couverture société-écran . Le bureau des Affaires étrangères britannique a reconnu en 2006 qu'il connaissait l'intention norvégienne de revendre l'eau lourde à l'État hébreu dès 1961 dans une déclaration publique.

## Inspections américaines (1958-1969)

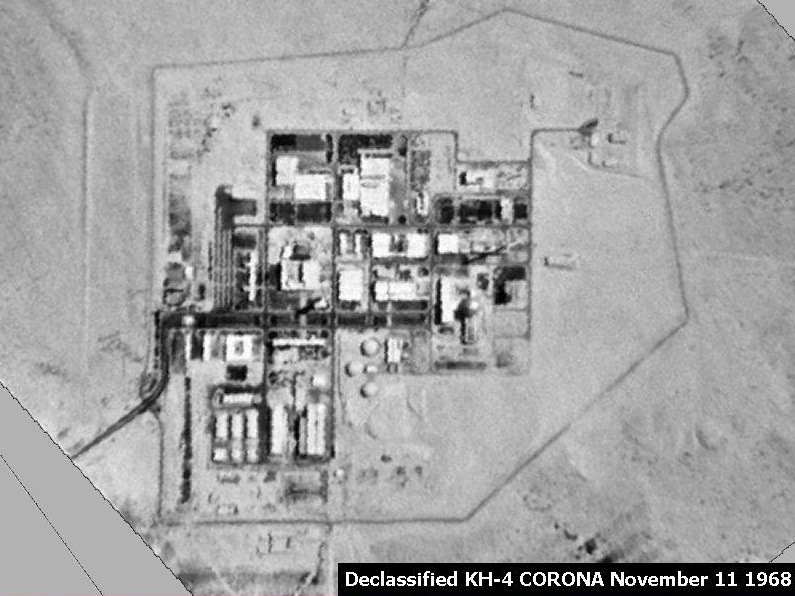
Le centre de recherche nucléaire israélien de Dimona (désert du Néguev), vu par un satellite de reconnaissance américain en 1968.

En 1958, des avions de reconnaissance américains de type U-2 survolent le site de Dimona et confirment les soupçons de l'existence d'un programme de recherche nucléaire. Cette nouvelle ne va pas alarmer les dirigeants israéliens qui prétendront tour à tour qu'il s'agit d'une usine textile ou encore d'une exploitation agricole ; quant aux Français, ils adopteront un profil bas face aux autres superpuissances. Les États-Unis demandent alors qu'Israël accepte des inspections de l'Agence internationale de l'énergie atomique (AIEA). Israël donne son accord aux conditions suivantes : des inspecteurs américains plutôt que ceux de l'AIEA et d'être informé à l'avance de toutes les dates d'inspections.
Entre 1961 et 1963, le président américain John Fitzgerald Kennedy aurait exercé de grandes pressions sur le Premier ministre d'Israël David Ben Gourion afin qu'il accepte une inspection internationale de Dimona (une inspection par les experts américains avait déjà eu lieu au printemps 1961) et qu'Israël s'engage à ne lancer aucun programme d'armes nucléaires. Malgré les visites continuelles des experts américains, la suspicion de l'administration Kennedy était très forte quant à l'usage du réacteur. La pression fut maintenue sur Ben Gourion jusqu'à sa démission, en juin 1963 - sans lien apparent avec la problématique nucléaire.
Selon certains, cette connaissance du planning des inspecteurs aurait permis à Israël de dissimuler la vraie nature des travaux du centre (la fabrication d'armes nucléaires). Par la suite, les inspecteurs ont informé le gouvernement américain de restrictions sur les zones auxquelles ils avaient accès. On ignore s'il y eut des complicités avec les scientifiques dépêchés en Israël ou si ces derniers furent bernés lors de leurs différents séjours, le programme militaire israélien continua dans l'ombre et aurait abouti à la production d'ogives dès l'année 1966. Deux ans plus tard, le pays refuse d'adhérer au traité sur la non-prolifération des armes nucléaires (TNP) tout en niant toujours posséder un arsenal stratégique. Les inspections prennent fin en 1969. Les États-Unis déclarent en conclusion que les Israéliens pourraient être dotés de la technologie nucléaire. Tsahal a dû probablement disposer de la bombe lors de la guerre des six jours.
En 1969, deux ans après l'incident du USS Liberty, le président Richard Nixon, lors d'une rencontre avec le Premier ministre Golda Meir, passe un accord secret qui reconnaît à Israël le droit de posséder la bombe nucléaire mais presse l'État hébreu de « ne pas faire d'introduction visible d'ogives nucléaires et de ne pas entreprendre d'essais nucléaires », les États-Unis s'engageant en contrepartie à lui livrer des armes conventionnelles. Cela afin de maintenir sa politique ambiguë sur la question nucléaire, et d'éviter une prolifération aux États voisins.

## Révélations dans la presse britannique (1986)

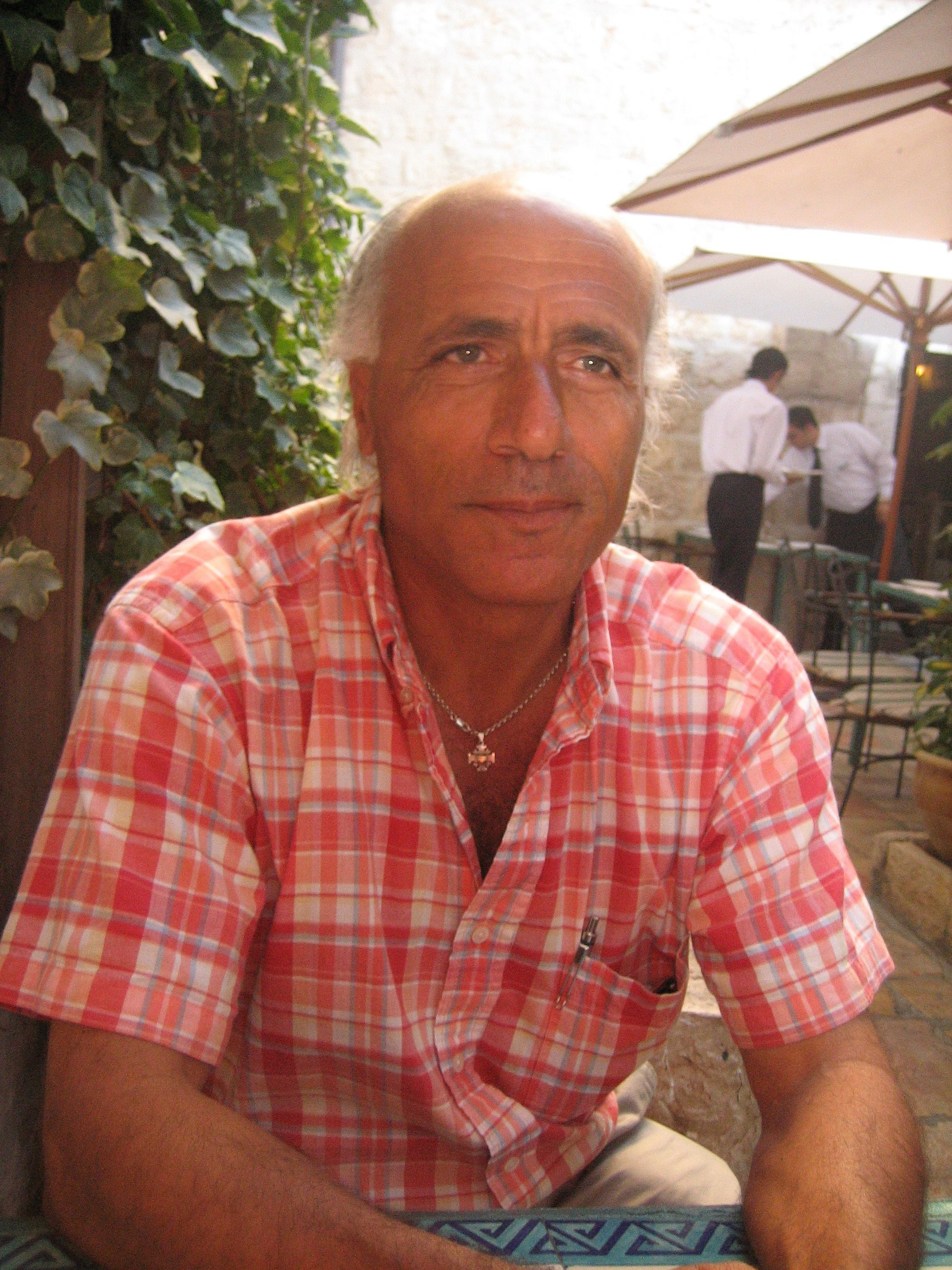
Mordechai Vanunu en 2009, placé en résidence surveillée

La première révélation publique des capacités nucléaires d'Israël (par opposition au nucléaire civil) a été faite dans le Sunday Times du 5 octobre 1986, divulguant des informations transmises par Mordechai Vanunu, ancien technicien de la centrale nucléaire de Dimona. En raison de la publication de secrets d'État, il fut condamné à 18 ans de prison pour trahison et espionnage.
Mais les révélations de Vanunu sur l'arsenal stratégique militaire israélien n'ont rien changé à la position de l’État israélien : ni confirmation, ni infirmation de l'information. Dès lors, la majorité des données disponibles émane de services de renseignements ou de groupes d'études étrangers, sans pour autant prétendre à la certitude complète.

## Essais nucléaires israéliens
Il n'y a pas d'essais nucléaires reconnus comme liés directement à Israël. Cependant, les armes décrites par Mordechai Vanunu ont requis une phase de test. Il est possible que les Israéliens aient reçu les résultats d'essais français des années 1960. En juin 1976, le magazine militaire ouest-allemand Wehrtechnik a déclaré qu'un essai souterrain a eu lieu dans le désert du Néguev en 1963. D'autres rapports parlent d'essais non-nucléaires, le 2 novembre 1966 (test zero yield ou test d'implosion).

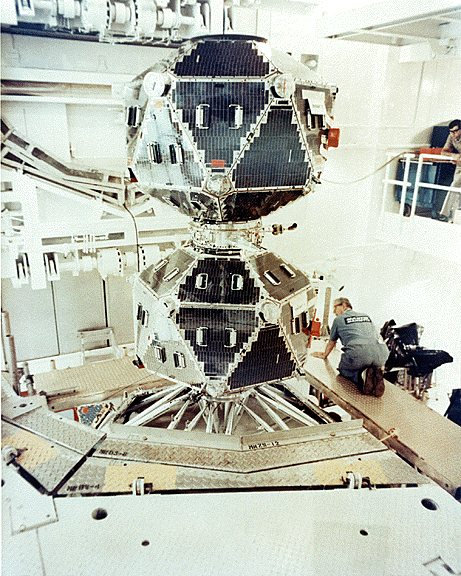
Satellites Vela 5A et 5B

En septembre 1979, un satellite américain Vela a décelé un double flash qui pourrait être lié à une explosion nucléaire atmosphérique d'une puissance de 3 kilotonnes dans les eaux sud-africaines. Cela ferait suite à une coopération soutenue avec l'Afrique du Sud, dès le milieu des années 1970, qui cherchait également à se doter d'armes stratégiques. En échange de matériaux fissiles, l'État hébreu aurait partagé sa technologie avec les scientifiques militaires sud-africains. En 1994, lors de son arrivée au pouvoir, Nelson Mandela confirma l'existence de ce programme militaire, qui avait d'ailleurs été démantelé avant la fin de l'apartheid.
En 1998, l'ancien Premier ministre Shimon Peres a déclaré qu'Israël construisait une option nucléaire, non pas pour avoir un « Hiroshima » mais un « Oslo ». Cette option nucléaire fait sûrement référence au réacteur de Dimona dont Perès a été le directeur dans les années 1950, suivi par le physicien Israël Dostrovsky.

## Activités nucléaires militaires israéliennes

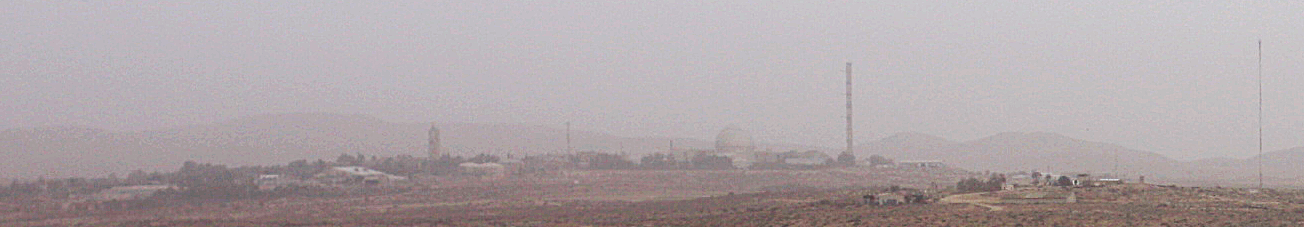
Le site nucléaire de Dimona

En 2014, on estime qu'Israël est un pays doté de l'arme atomique et dont le programme nucléaire est arrivé depuis longtemps à maturité. Tsahal dispose de nombreux vecteurs de frappe qui reposent à la fois sur les avions de combat (F-15 et F-16), les missiles balistiques et Jéricho I, II et III) ainsi que sur les sous-marins de la Classe Dolphin récemment acquis en Allemagne (avec des missiles de croisière Popeye Turbo). Ce pays continue à maintenir un flou sur ses activités nucléaires pour deux raisons essentielles : ses ennemis potentiels ignorent précisément l'étendue de ses capacités de destruction massive, d'autre part ses alliés rejettent la critique d'aider une nation qui refuse d'adhérer au TNP en raison du déni de posséder l'arme atomique.

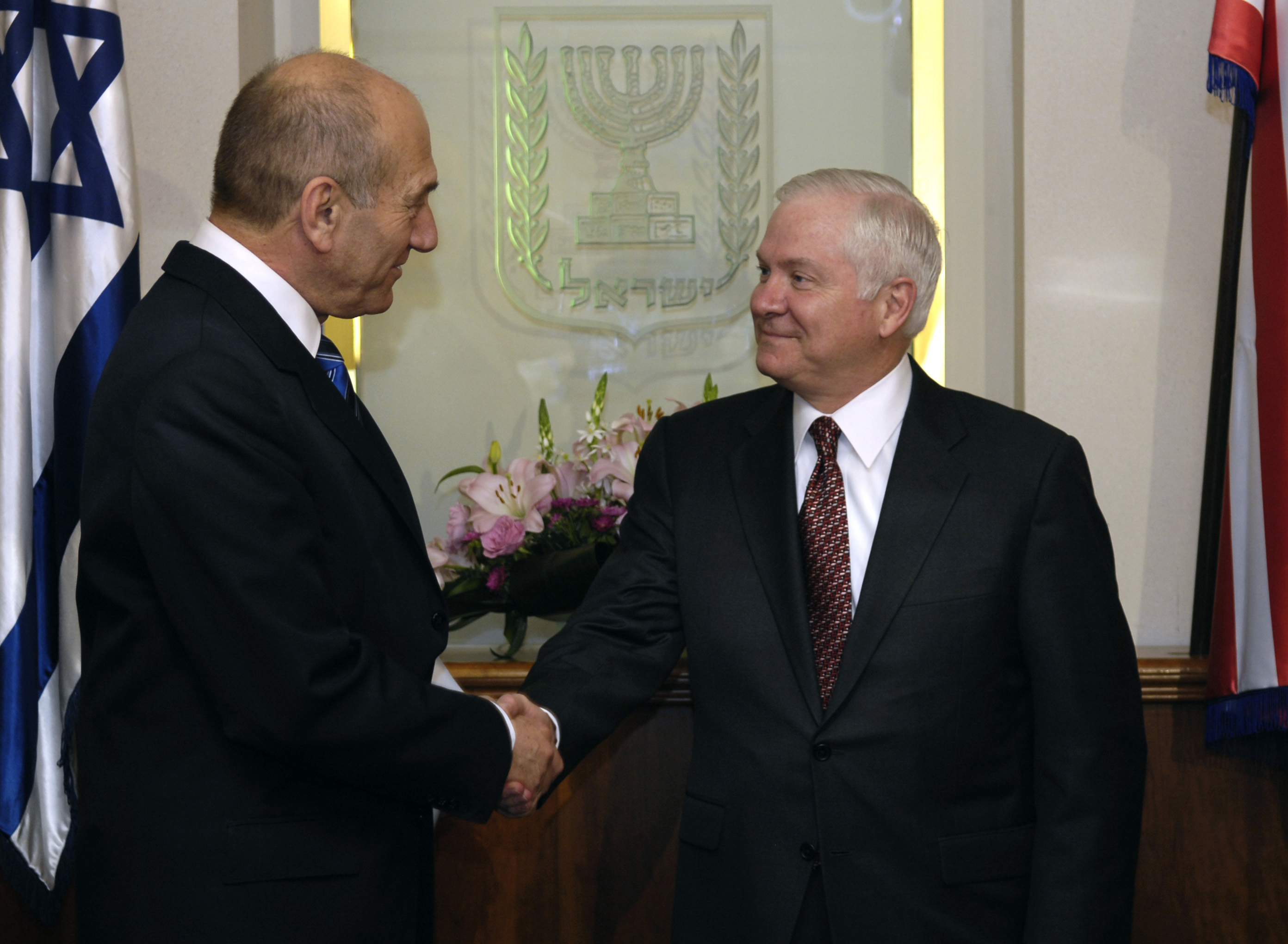
Rencontre d'Ehud Olmert et de Robert Gates

Le 6 décembre 2006, Robert Gates, alors responsable du département de la Défense des États-Unis, déclarait qu’Israël est effectivement une puissance nucléaire lors d’une audience devant la commission des forces armées du Sénat américain. Lors d'une interview du 11 décembre 2006, le Premier ministre israélien Ehud Olmert a inclus Israël dans la liste des pays possédant des armes nucléaires. Puis il a rapidement démenti ces propos en indiquant qu'Israël « ne serait pas le premier État à introduire l’arme atomique dans la région ». Après ces déclarations, Israël a maintenu sa position d’ambiguïté stratégique sur la question des armes nucléaires.
Selon le journaliste irlandais David Cronin, Israël tisse des liens très étroits avec l’Union Européenne grâce à des partenariats concernant le domaine civil qui permettent aussi le développement du domaine militaire israélien. Un accord a été signé entre Israël et l'Union européenne en 2008, en vue « d’initiatives communes de coopération pour l’utilisation pacifique de l’énergie nucléaire ». La recherche menée avec Israël concerne officiellement « l’application médicale de radionucléides, la protection des radiations, de même que la sécurité nucléaire dans la détection et l’identification de matériaux radioactifs ». Elle ne concernerait aucune activité de retraitement des déchets nucléaires et d’enrichissement.

## Interrogation sur le nombre d'armes nucléaires israéliennes
Israël posséderait entre 80 et 400 ogives nucléaires, le nombre exact n'étant pas divulgué officiellement car l’État hébreu refuse de reconnaître l’existence de son programme nucléaire militaire.
En mai 2008, l'ancien Président américain Jimmy Carter estime qu'Israël possède au moins 150 armes atomiques. En 2014, il corrige son point de vue en affirmant qu'Israël a plus de 300 armes atomiques, mais que personne ne sait exactement combien.
Lors de son interview du 14 juillet 2015, le président de la république française François Hollande affirme qu'Israël ne possède pas d'armes nucléaires.
Dans un mail privé révélé en septembre 2016, l'ancien secrétaire d'État américain Colin Powell révèle qu'Israël aurait "200 bombes nucléaires, toutes tournées vers Téhéran".
En juin 2018, le ministre iranien des Affaires étrangères Mohammad Javad Zarif déclare qu'Israël détient 80 ogives nucléaires, ce qui comprend toutes les ogives nucléaires du Moyen-Orient.